# Болтенко, Алексей Владимирович
Алексей Владимирович Болтенко (род. 29 апреля 1979, Елизово, Камчатский край) — российский биатлонист, чемпион и призёр чемпионата Европы (2005), чемпион и призёр чемпионата России. Мастер спорта России международного класса по биатлону, мастер спорта России по лыжным гонкам (2010).

## Биография
Начинал заниматься биатлоном на Камчатке, первые тренеры — С. В. Чуприянова, В. Х. Чуприянов. Позднее переехал в Новосибирск, где тренировался у Владимира Степановича Екимукова. Представлял спортивное общество «Динамо» и город Новосибирск.

### Юниорская карьера
Победитель всероссийских соревнований «Олимпийские надежды» (1996).
Участвовал в чемпионатах мира среди юниоров в 1998 году в американском Джерико, где стал девятым в спринте, и в 1999 году в Поклюке, где стал 11-м в спринте, 13-м — в пасьюте и 48-м — в индивидуальной гонке. На чемпионате Европы среди юниоров 1999 года в Ижевске стал серебряным призёром.

### Взрослая карьера
В 2005 году принимал участие в чемпионате Европы в Новосибирске, выиграл бронзовые награды в спринте и гонке преследования, а в эстафете в составе сборной России вместе с Сергеем Баландиным, Павлом Ростовцевым и Дмитрием Ярошенко стал победителем.
В сезонах 2004/05 и 2005/06 принимал участие в Кубке Европы. Лучший результат (помимо гонок чемпионата Европы) — пятое место в гонке преследования на этапе в Обертиллиахе в сезоне 2005/06.
На уровне чемпионата России выигрывал золотые медали в 2002 году в гонке патрулей и в 2005 году в командной гонке, становился серебряным призёром в командной гонке (2003, 2004) и смешанной эстафете (2005), бронзовым призёром — в 2004 году в эстафете и гонке патрулей, в сезоне 2007/08 в индивидуальной гонке.
В 2009 году завершил спортивную карьеру. Работает тренером-преподавателем в СДЮСШОР «Центр биатлона» (Новосибирск). Среди его подопечных — биатлонистка сборной России Анна Никулина.